# Tatra 600

La Tatra 600 est une grande berline fabriquée entre 1947 et 1952  par le constructeur automobile tchécoslovaque Tatra. Connue sous le nom de Tatraplan, cette impressionnante limousine est l’une des voitures les plus singulières de son époque[précision nécessaire].

## La signature Tatra
À la fin des années 1930, la réputation de Tatra n’est plus à faire. Carrosserie dictée par l’aérodynamique et moteur arrière sont les marques de fabrique du constructeur, et la T97 fabriquée entre 1937 et 1938 n’échappe pas à cette règle. 
Après la guerre, Tatra veut réinscrire cette voiture à son catalogue, mais sous une forme différente.  Deux prototypes « Tatra 107 » roulent en décembre 1946 et en mars 1947, avec un moteur de 1 750 cm3. Un troisième, plus proche de la série, est testé en mai 1947. 
Le modèle définitif, nommé Tatra 600 ou T-600 (son nom officiel est Tatraplan, en référence à la planification de l’économie en vigueur dans les pays socialistes à l’époque), est présenté au Salon de Prague d’octobre 1947 et a été en partie dessiné par le designer tchécoslovaque František Kardaus. Comme ses ancêtres, elle est équipée d’une carrosserie monocoque en acier, et d’un châssis à poutre centrale. La cylindrée du moteur est passée à 1 952 cm3.
En 1948, l’entreprise est nationalisée et sa direction doit se battre pour continuer de produire des voitures parallèlement à ses camions. 
L’exportation démarre à la même époque, notamment vers l’Autriche, la RFA, la Suède, le Canada, la Chine, la Belgique, la Suisse et les pays socialistes. 
Entre-temps, la silhouette Tatra subit sa première modification : les ouïes latérales de refroidissement à l’arrière qui caractérisaient les modèles antérieurs et obstruaient presque totalement la vue du conducteur dans les rétroviseurs extérieurs, sont supprimées au profit d'une prise d'air au sommet du capot-moteur sur la T-600. 
4 224 voitures sont produites jusqu’à l’été 1951, dont 2 164 sont destinées aux marchés extérieurs. Au Canada, en août 1950, les publicités annonçaient qu'une Tatraplan se détaillait 2130 dollars à Montréal, soit l'équivalent de 27845$ de 2024, qu'elle pouvait parcourir 45 miles avec un gallon impérial d'essence (6,2 l/100 km) et qu'elle pouvait atteindre 110 mph (ce qui était nettement exagéré, la vitesse maximum réelle ne dépassant pas 81 mph).

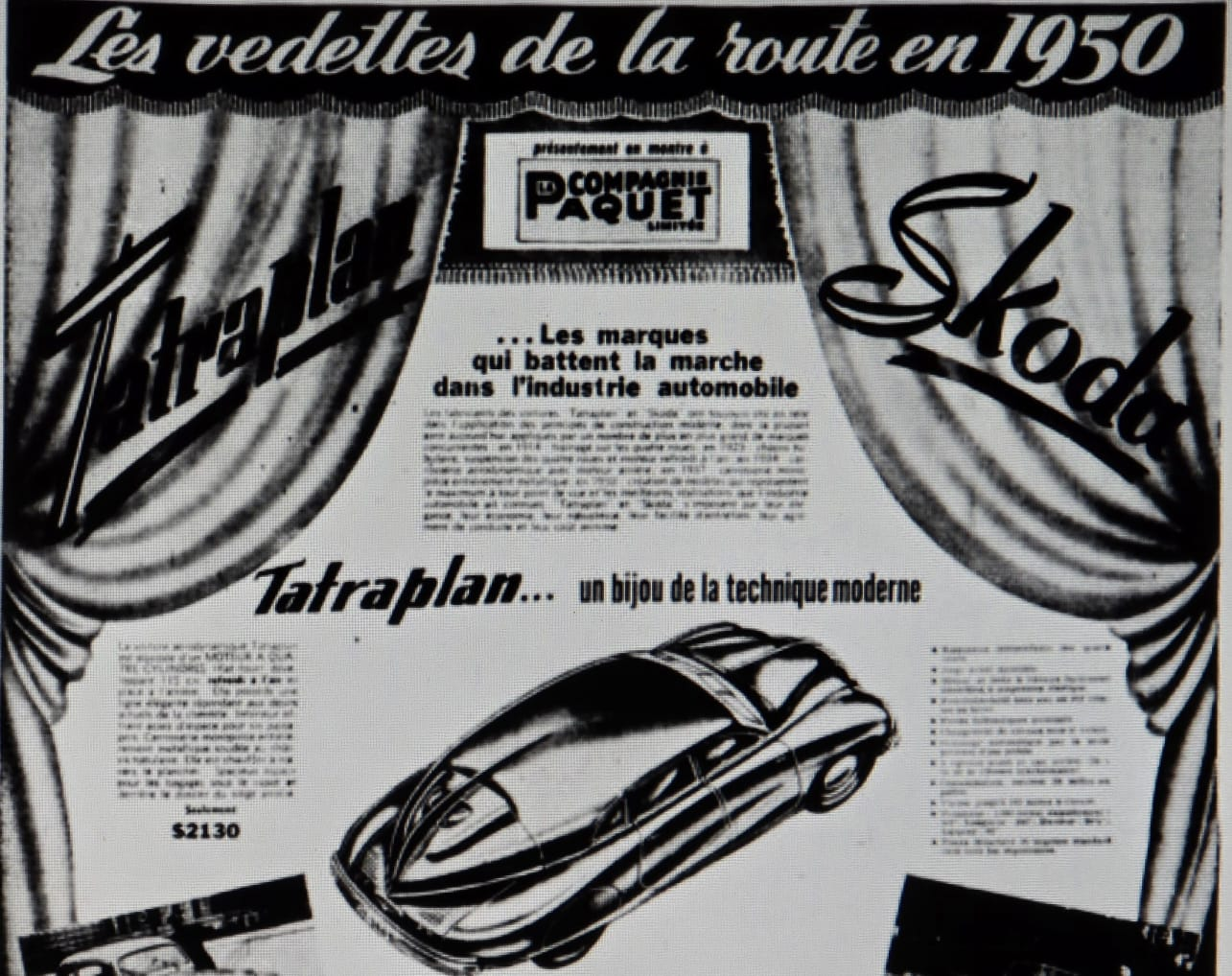

La T-600 sera exposée à Paris entre 1948 et 1952, mais ne trouvera aucun preneur en France, tandis qu'en Amérique, en raison de l'éclatement de la guerre de Corée, les voitures construites en Tchécoslovaquie seront publiquement dénoncées comme "produits communistes" feront l'objet de nombreux actes de vandalisme et disparaîtront du marché à la fin de 1951.
L’activité poids lourds devenant de plus en plus accaparante pour Tatra, la production de T-600 quitte le site historique de Koprivnice pour celui de Mlada Boleslav, chez Škoda, qui produira 2 100 voitures jusqu’à la fin 1952 et que l'on reconnait à leurs doubles lunettes arrière un peu plus grandes et arrondies que sur les T-600 produites à Koprivnice.

## Un modèle dérivé de la 600
Cependant, les autorités tchèques autoriseront, en 1953, l'étude d'un nouveau modèle. Surtout réservé aux sphères officielles, il a été fabriqué à partir de 1956 et témoigne des capacités de modernisation de la société Tatraplan. C'est la Tatra 603 qui a été vue pour la première fois, en dehors de son pays, lors de l'exposition universelle de Bruxelles, en 1958. Les trois premiers exemplaires sont sortis cette année-là et l'un d'eux a été utilisé par la délégation du pavillon tchécoslovaque à l'exposition.

## Autres dérivés de la Tatraplan
Dès sa sortie, la Tatraplan a été engagée dans plusieurs rallyes, comme l’Alpenfahrt (Autriche), le Rallye de Monte-Carlo, Liège-Rome-Liège ou le Grand Prix des voitures de série à Spa-Francorchamps. En 1949, Tatra présente un coupé T601 « Monte-Carlo », dont la carrosserie est réalisée en aluminium. Ce modèle unique remportera sa catégorie lors de l’Alpenfahrt 1949. En Tchécoslovaquie, deux barquettes T602 (ou Tatraplan Sport) disputeront quelques courses.
En dehors de ces modèles sportifs, le carrossier Sodomka présente un cabriolet au Salon de Genève 1949. Il sera offert à Joseph Staline pour son 70e anniversaire. 
Sodomka (rebaptisé Karosa) fabriquera également quelques prototypes de pick-up, break et ambulance sur la base de la T600.
En 1952, trois Tatraplan diesel sont testées, mais n’aboutissent pas à la série.
La marque a été achetée par l'Américain Ronald Adams qui espère la relancer en se fondant sur les plans de la 603.[réf. souhaitée]

## Référence cinématographique
Ce modèle de voiture est évoqué dans le film L'Aveu, de Costa-Gavras (avec Yves Montand). Le chauffeur, qui transporte les cendres de onze victimes exécutées, et les deux personnes chargées de les disperser, « plaisantait : — C'est la première fois que je transporte quatorze personnes dans ma Tatraplan : nous trois, et les onze dans le sac. »

## Galerie

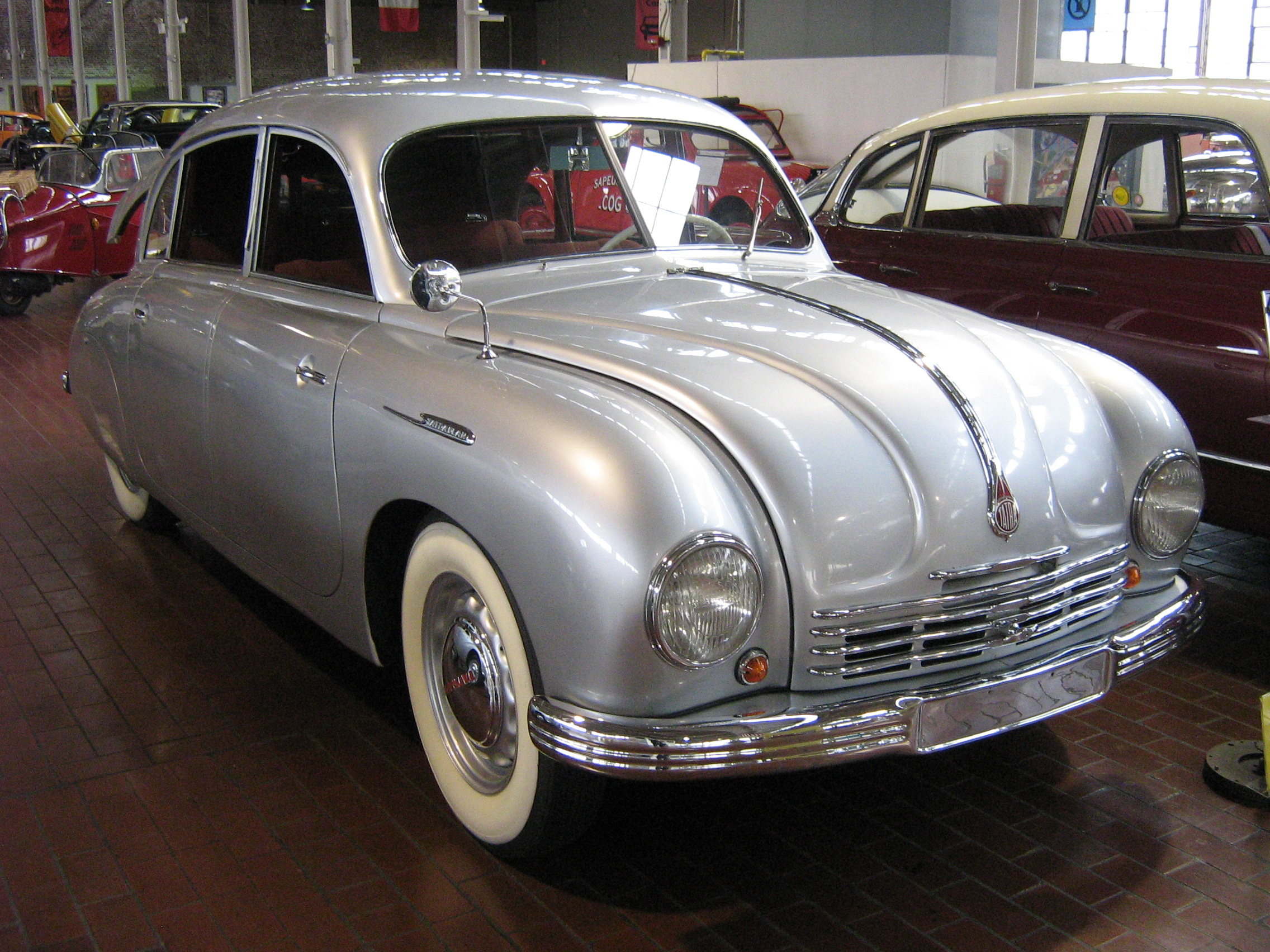
Tatra 600.
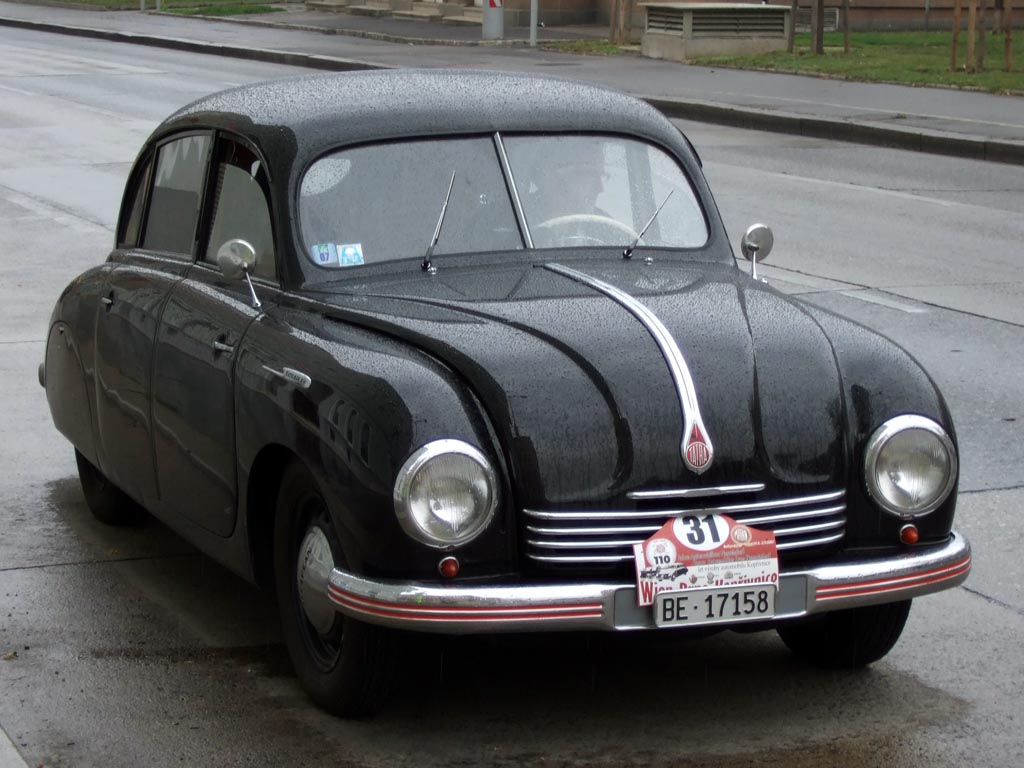
Tatra 600.
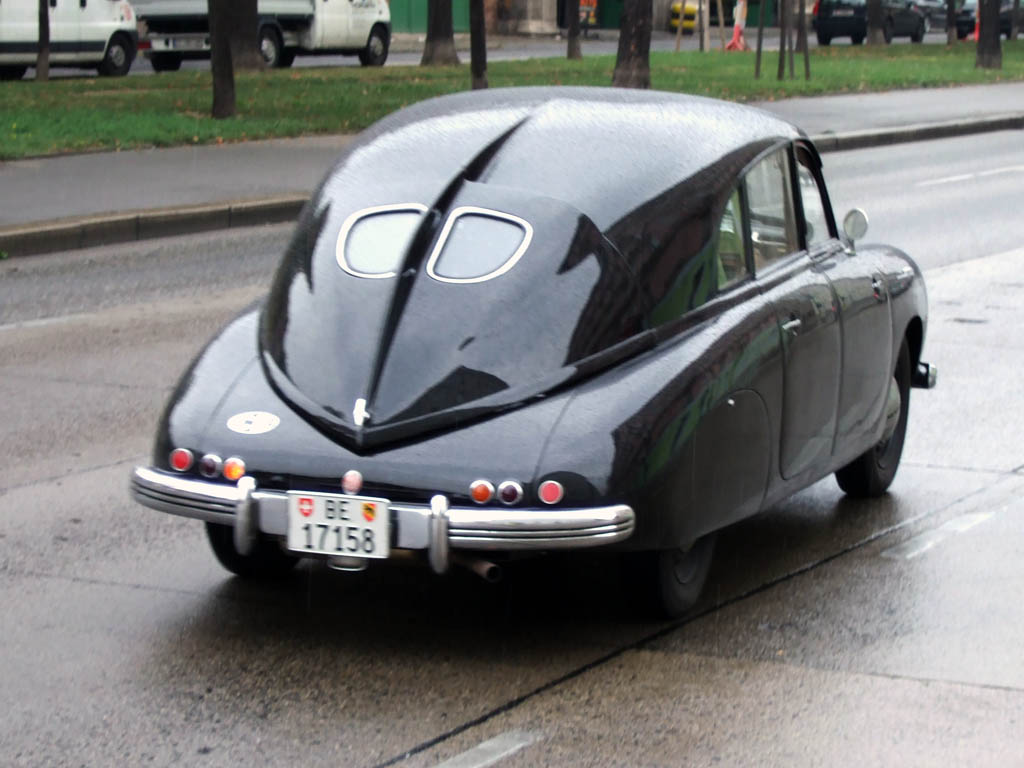
Tatra 600, vue arrière.
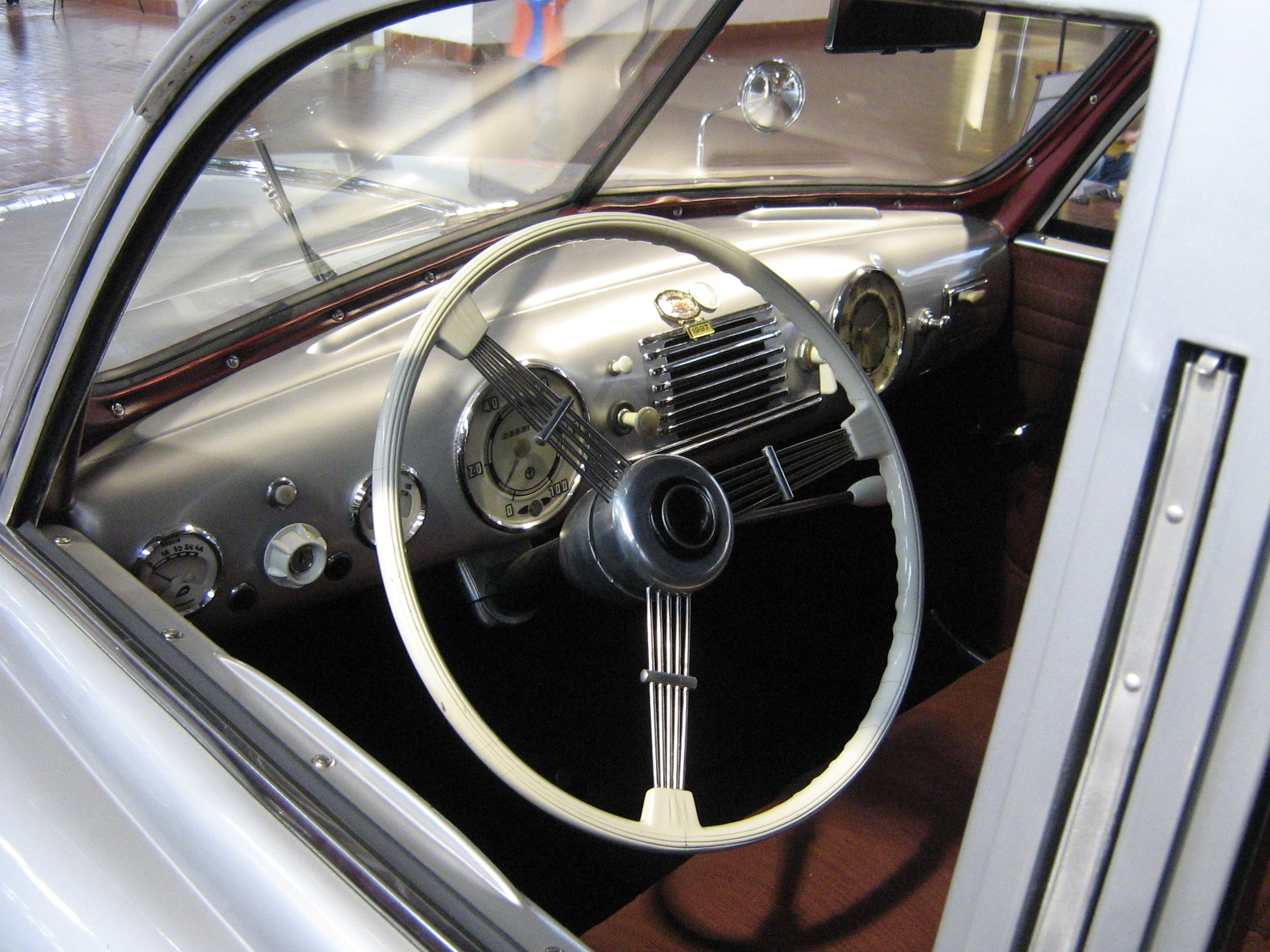
Intérieur de la Tatra 600.
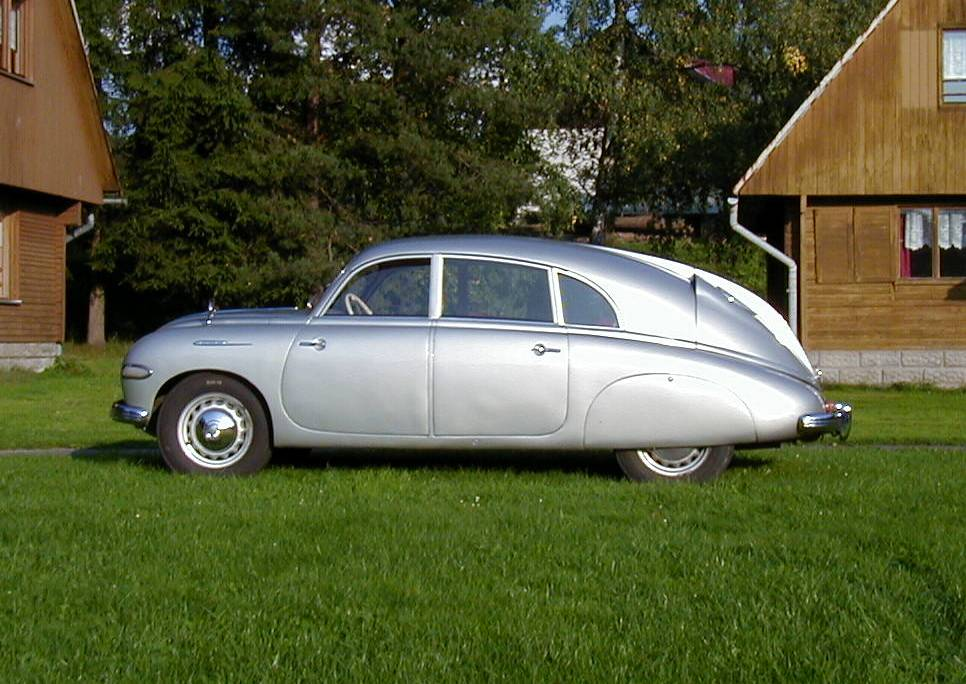
Tatra T600, vue de profil.
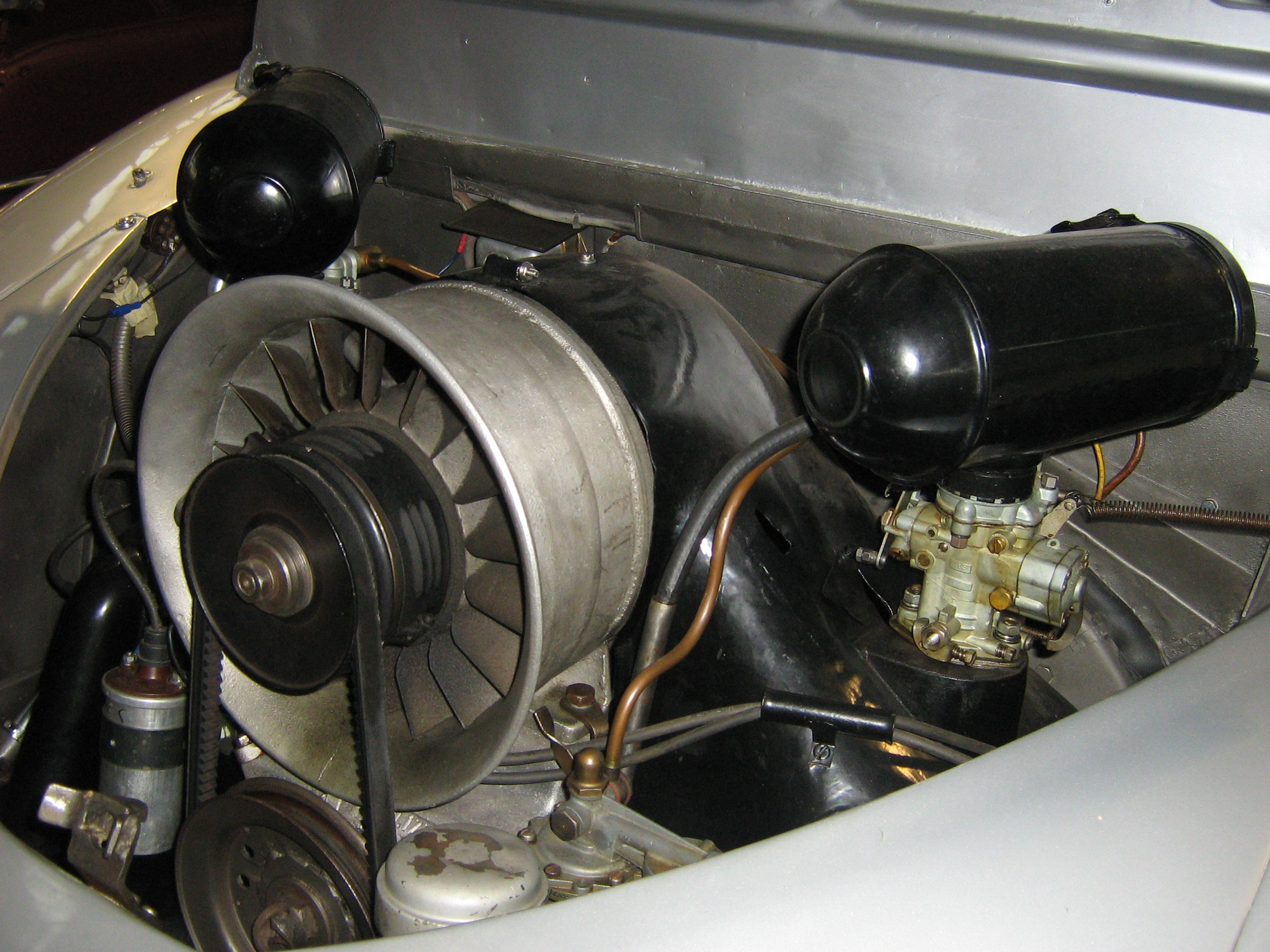
Moteur 4 cylindres boxer de la Tatra 600.
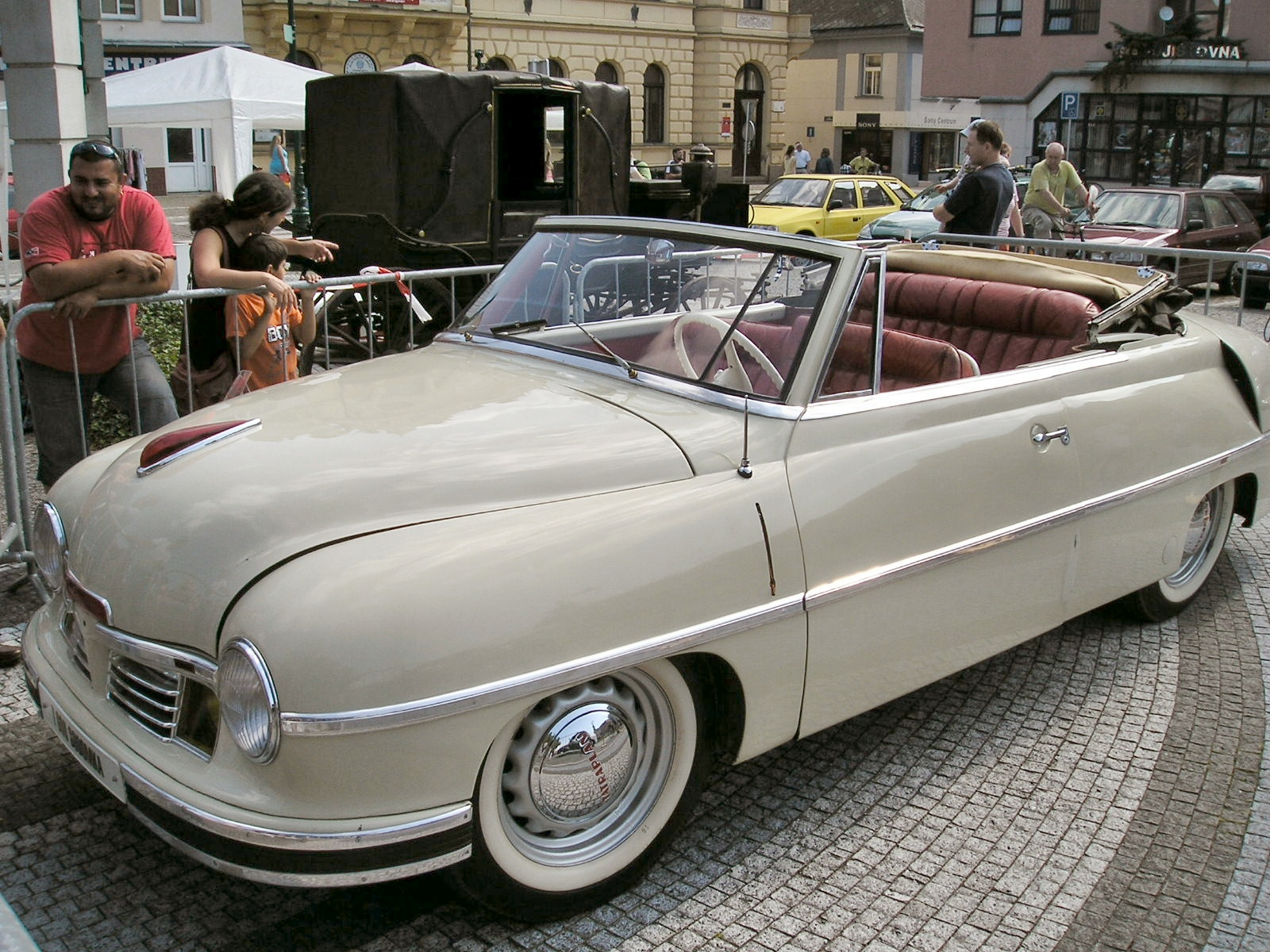
Tatra T600 Cabriolet Sodomka.
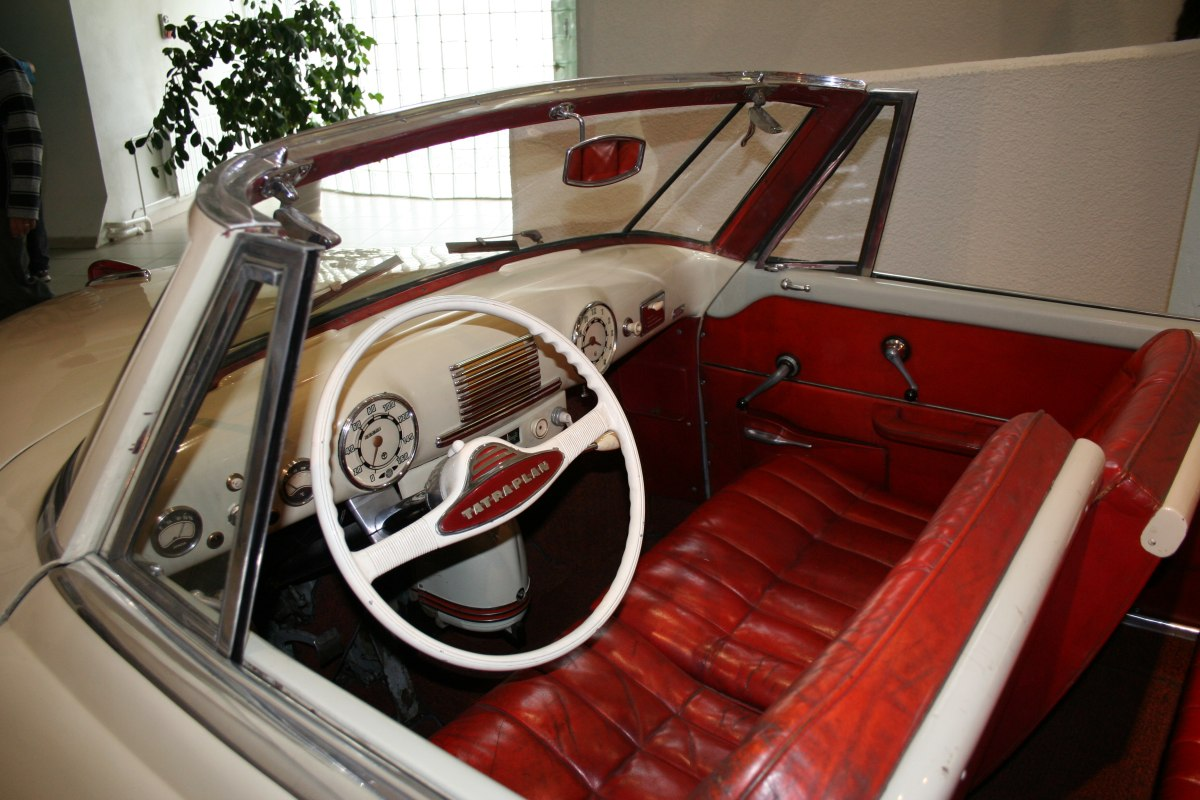
Intérieur du cabriolet Sodomka.

## Sources
- Bernard Vermeylen, Voitures des pays de l'Est, Boulogne-Billancourt, ETAI, 2008, 239 p. (ISBN 9782726888087, OCLC 470767381)
- Ivan Margolius, Cold War Streamliner, The Automobile, vol. 42, no. 9, November 2024, p. 48-54
- Tatraplan website